# Preta Gil
Preta Gil (Rio de Janeiro, 1974. augusztus 8. –‎ New York, 2025. július 20.) brazil énekesnő, színésznő. A zenész és volt brazil kulturális miniszter, Gilberto Gil lánya.

## Pályakép
Preta Gil Gilberto Gil énekes és dalszerző lánya, Caetano Veloso unokahúga.
Gil kezdetben Rio de Janeiróban élt, majd Salvadorba költözött. Nem sokkal ezután anyjának, Sandrának született egy másik lánya, Maria. Volt egy bátyja is, Pedro, aki Londonban született, amikor apja száműzetve volt Brazíliából.
Producerként dolgozott, 2002-ben debütált a „Mistura Fina” televíziós varietéműsorban. A következő évben színésznőként is debütált az Agora é que são elas című telenovellában. Az „Espelhos d'água” című dal előadásával a film zenéje  készítésében is közreműködött. Ez a dal rajta volt első Prêt-à-porter CD-jén. A CD Davi Moraes, Pedro Baby és Ana Carolina kiadatlan szerzeményeit tartalmazta.
Két évvel később az énekesnő felvette a „Preta” című albumot. 2010-ben megjelent a Noite Preta ao vivo CD-je és DVD-je; itt Preta Gil saját szerzeményényeit tolmácsolja. Gilberto Gil és Ana Carolina szerepel a DVD-n. A következő, 2012-es CD "Sou como sou" címet viseli. A Bloco da Preta CD és DVD élő felvételére a következő évben, az énekesnő pályafutásának tizedik évfordulója alkalmából került sor Rio de Janeiro-ban. 2014-ben Preta Gil együtt lépett fel Psy és Cláudia Leite énekesekkel a Salvador de Bahia karneválon. Három évvel később felvette a „Todas” című CD-t.
Néhány év hallgatás után 2021 augusztusában Preta Gil egy videóján először énekel együtt fiával, Francisco-val.
A Riói karnevál idején színpadi fellépései mintegy két és fél millió embert vonzanak.
2023 óta vastagbélrákban szenvedett. Külföldi kezelése során hunyt el.

## Stúdióalbumok
- 2003: Prêt-à Porter
- 2005: Preta
- 2012: Sou Como Sou

## Live

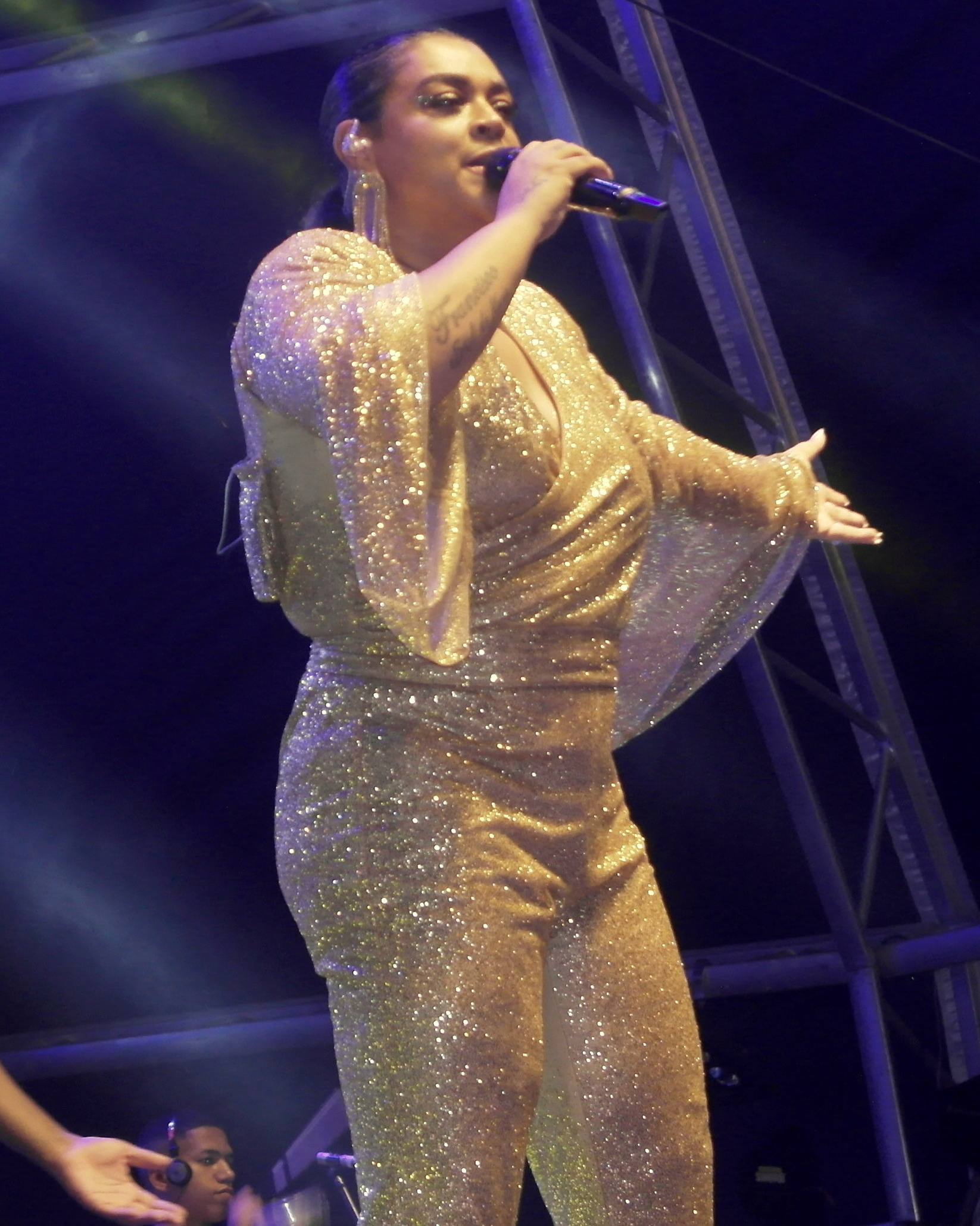

- 2010: Noite Preta Ao Vivo
- 2014: Bloco da Preta

## Filmek
- 2006: Over the Hedge

## Színésznőként
- 2010: As Cariocas
- 2010: Ti Ti Ti
- 2009: Caminho das Índias
- 2008: Ó Paí, Ó
- 2008: Os Mutantes – Caminhos do Coração
- 2007: Caminhos do Coração
- 2003: Agora É que São Elas